# Целебеска забулена сова
Целебеската забулена сова (Tyto rosenbergii) е вид птица от семейство Забулени сови (Tytonidae).

## Разпространение и местообитание
Разпространен е в Индонезия.